# Naiadia
Naiadia, monotipski biljni rod iz porodice kozlačevki dio tribusa Schismatoglottideae, potporodica Aroideae.
Jedina vrsta je N. zygoseta, endem sa Bornea, (Kalimantan)

## Sinonimi
- Aridarum zygosetum S.Y.Wong, S.L.Low & P.C.Boyce; Aroideana 37: 27 (2014)

## Vanjske poveznice
|  | Zajednički poslužitelj ima još gradiva o temi Naiadia zygoseta |
|  | Wikivrste imaju podatke o taksonu Naiadia                      |